# Sephena kuloma
Sephena kuloma är en insektsart som beskrevs av Medler 2000. Sephena kuloma ingår i släktet Sephena och familjen Flatidae. Inga underarter finns listade i Catalogue of Life.